# شاوتی

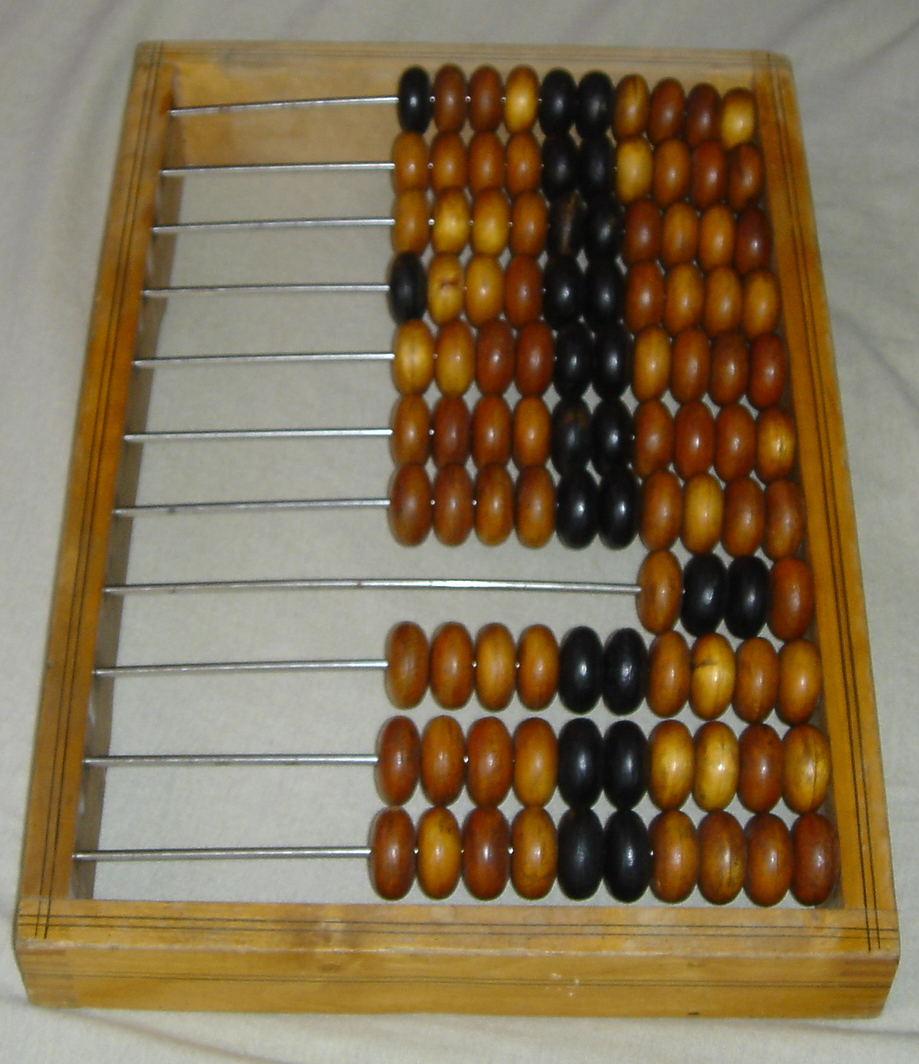

شاوتی (به روسی: Счёты) نوعی چرتکه روسی است. این چرتکه بر خلاف بقیهٔ انواع آن (از قبیل سوانپان و سوروبان) تنها یک دسته مهره دارد. در هر میلهٔ شاوتی ۱۰ مهره وجود داشته و ارزش همهٔ آنها به مقدار واحد است. چهارمین میلهٔ شاوتی ۴ مهره دارد که به‌طور سنتی برای محاسبهٔ ربع روبل بکار می‌رود.